# 魯米普基奧山
11°19′04″S 75°39′13″W / 11.31778°S 75.65361°W
魯米普基奧山（Rumi Pukyu），是秘魯的山峰，位於該國中部胡寧大區，由阿科班巴區和瓦薩瓦西區負責管轄，屬於安地斯山脈的一部分，海拔高度4,200米。